# Філпішу-Мік
Філпішу-Мік (рум. Filpișu Mic) — село у повіті Муреш в Румунії. Входить до складу комуни Бряза.
Село розташоване на відстані 285 км на північний захід від Бухареста, 26 км на північ від Тиргу-Муреша, 76 км на схід від Клуж-Напоки, 147 км на північний захід від Брашова.

## Населення
За даними перепису населення 2002 року у селі проживали 455 осіб.
Національний склад населення села:
| Національність | Кількість осіб | Відсоток |
| -------------- | -------------- | -------- |
| угорці         | 243            | 53,4%    |
| румуни         | 212            | 46,6%    |

Рідною мовою назвали:
| Мова      | Кількість осіб | Відсоток |
| --------- | -------------- | -------- |
| угорська  | 243            | 53,4%    |
| румунська | 212            | 46,6%    |